# Christine Leunens
Christine Leunens (ur. 29 grudnia 1964 w Hartford) – powieściopisarka pochodzenia nowozelandzkiego i belgijskiego. Napisała takie powieści jak Caging Skies, Primordial Soup i A Can of Sunshine, które zostały przetłumaczone na ponad piętnaście języków. Pierwsza z nich została zaadaptowana na film przez reżysera Taikę Waititi pod tytułem Jojo Rabbit. 

## Życie prywatne
Wyszła za mąż w 1999. Od 2006 mieszka wraz ze swoim partnerem oraz trójką dzieci w Nowej Zelandii. 

## Twórczość
- Primordial Soup (1999)
- Caging Skies (2008)
- A Can of Sunshine (2013)